# 1987 у відеоіграх

## Події

### Відомі релізи
- 14 січня: Nintendo випускає Zelda II: The Adventure of Link для Famicom Disk System (тільки в Японії). Гра в Америці не випускалася протягом 2-х років.
- Konami випускає такі ігри як Contra (20 лютого), Castlevania (1 травня), Metal Gear (7 липня).
- 5 липня компанією Sierra Entertainment випущена гра Leisure Suit Larry in the Land of the Lounge Lizards.
- В серпні Capcom випускає Street Fighter.
- В жовтні LucasArts реалізує Maniac Mansion, перша гра з використанням SCUMM рушія.
- 17 грудня Capcom випускає першу гру серії Mega Man для NES/Famicom.
- 18 грудня Square's Hironobu Sakaguchi випускає Final Fantasy для Famicom в Японії. Вона планувалась як остання гра компанії, але успіх гри дозволив компанії вийти з банкрутства. В США її випустили через 3 роки.
- 20 грудня Sega випускає Phantasy Star для Sega Master.
- Namco випускає Wonder Momo (остання їх 8-бітна гра), Dragon Spirit, Blazer, Quester, Pac-Mania, Galaga '88 і Final Lap (їх перші 16-бітні ігри).
- Nintendo випускає Legend Of Zelda в Америці і Європі.
- Technos Japan Corp. випускає аркадну гру Double Dragon.
- Taito також випускає Operation Wolf.
- FTL Games випускає Dungeon Master.
- Incentive Software випускає Driller, яка стала прообразом сучасних 3D-ігор від першої особи.
- Ocean Software випускає Head Over Heels, яка отримала схвалення критиків та величезну популярність.
- Accolade[en] випускає гоночну відеогру Grand Prix Circuit.

### Технологія

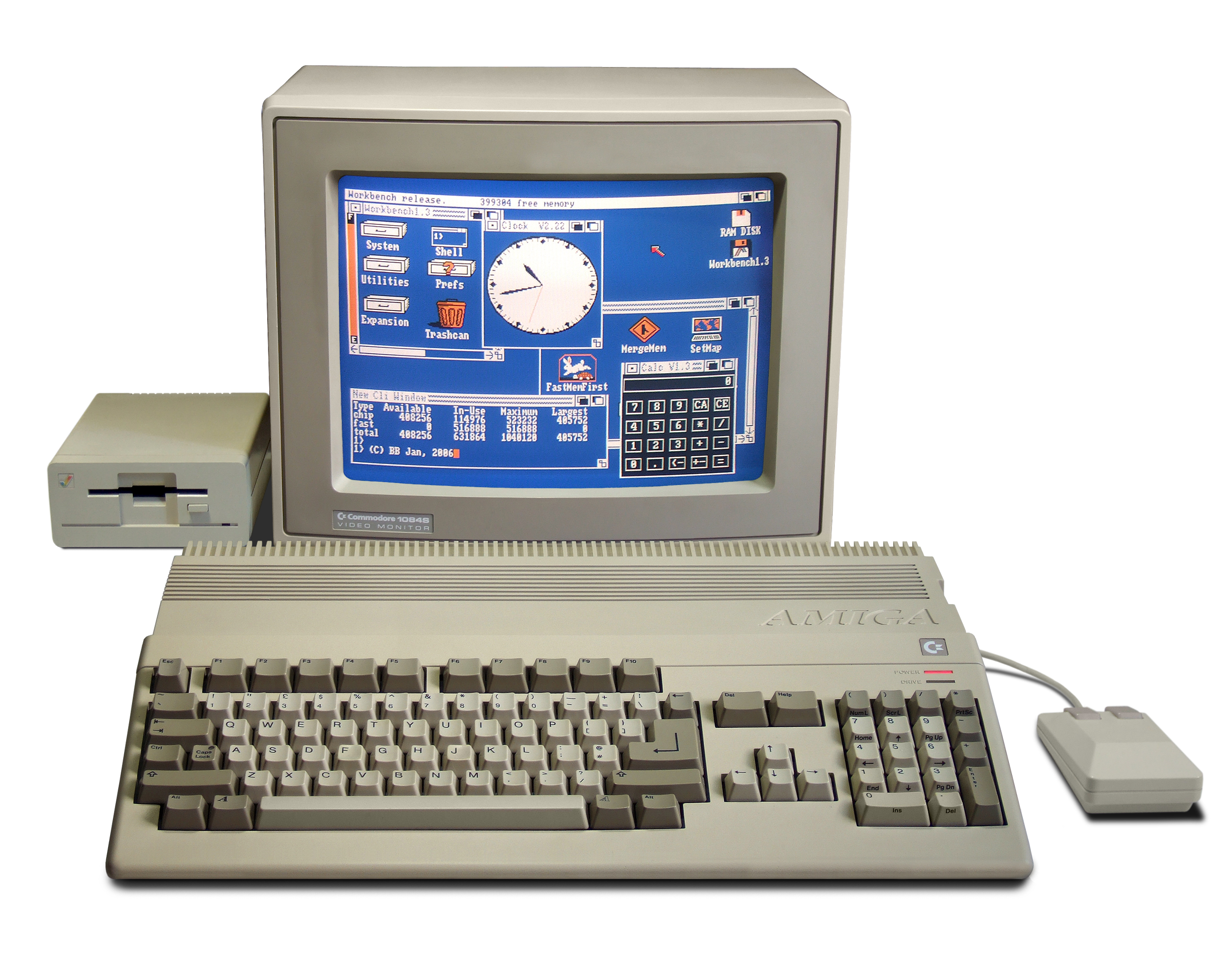
Amiga 500

- В кінці року, Namco випускає систему Namco 2.
- 30 жовтня: NEC випускає PC-Engine консоль в Японії.
- Commodore реалізує Amiga 500, персональний комп'ютер по низькій ціні(всього 599 фунтів стерлінгів (у Великій Британії)). Його випуск закінчився в 1991 році.
- Atari випускає XE Game System (XEGS) для домашньої консолі.
- Sega Master System випущена в Японії.
- Розроблений VGA стандарт, дав можливість на ПК використовувати 256-кольорову графіку.
- Арік Вілмундер і Рон Гілберт створили програмний рушій SCUMM.

### Бізнес
- Нові компанії: Apogee Software Ltd (3D Realms), Maxis, GameTek, Empire Interactive.
- Electric Transit закривається.